# Мехадія (комуна)
Мехадія (рум. Mehadia) — комуна у повіті Караш-Северін в Румунії. До складу комуни входять такі села (дані про населення за 2002 рік):
- Валя-Болвашніца (875 осіб)
- Глобуреу (284 особи)
- Мехадія (2345 осіб)
- Плугова (970 осіб)

Комуна розташована на відстані 299 км на захід від Бухареста, 57 км на південний схід від Решиці, 130 км на південний схід від Тімішоари, 131 км на північний захід від Крайови.

## Населення
За даними перепису населення 2002 року у комуні проживали 4474 особи.
Національний склад населення комуни:
| Національність | Кількість осіб | Відсоток |
| -------------- | -------------- | -------- |
| румуни         | 4444           | 99,3%    |
| німці          | 13             | 0,3%     |
| угорці         | 11             | 0,2%     |
| українці       | 3              | 0,1%     |
| цигани         | 1              | < 0,1%   |
| турки          | 1              | < 0,1%   |
| євреї          | 1              | < 0,1%   |

Рідною мовою назвали:
| Мова       | Кількість осіб | Відсоток |
| ---------- | -------------- | -------- |
| румунська  | 4456           | 99,6%    |
| угорська   | 9              | 0,2%     |
| німецька   | 6              | 0,1%     |
| українська | 2              | < 0,1%   |
| циганська  | 1              | < 0,1%   |

Склад населення комуни за віросповіданням:
| Релігія            | Кількість осіб | Відсоток |
| ------------------ | -------------- | -------- |
| православні        | 4367           | 97,6%    |
| баптисти           | 66             | 1,5%     |
| римо-католики      | 23             | 0,5%     |
| п'ятдесятники      | 11             | 0,2%     |
| реформати          | 2              | < 0,1%   |
| адвентисти         | 1              | < 0,1%   |
| юдеї               | 1              | < 0,1%   |
| не вказали релігію | 2              | < 0,1%   |